# Blood-and-Ice-Cream-Trilogie
Die Blood-and-Ice-Cream-Trilogie (engl. Blood and Ice Cream Trilogy, deutsch „Blut-und-Eiscreme-Trilogie“; auch Three Flavours Cornetto Trilogy, deutsch „Drei-Sorten-Cornetto-Trilogie“, in Deutschland jedoch meist verkürzt „Cornetto-Trilogie“ genannt) ist eine britische Filmtrilogie, geschrieben von Simon Pegg und Edgar Wright, mit Simon Pegg und Nick Frost in den Hauptrollen.

## Filme der Trilogie
Der erste Teil der Trilogie ist Shaun of the Dead aus dem Jahr 2004, eine Horrorkomödie mit romantischen Elementen. Der Film ist eine Hommage an den Film Dawn of the Dead von 1978.
Der zweite Teil ist Hot Fuzz – Zwei abgewichste Profis aus dem Jahr 2007, eine Actionkomödie über einen Polizisten, der aus der Millionenstadt London in ein kleines Dorf versetzt wird.
Der dritte und letzte Teil, The World’s End, erschien 2013 und handelt von fünf Freunden, die eine Kneipentour feiern und dabei mit Außerirdischen konfrontiert werden, welche die Menschheit infiltriert haben.

## Cornetto-Eis
Die Trilogie hat ihren inoffiziellen Beinamen Three Flavours Cornetto Trilogy durch das Leitmotiv einer bestimmten Cornetto-Eissorte, die in jedem Film motivisch erscheint.
In Shaun of the Dead ist es das „rote“ Cornetto (Erdbeer), wie Blut in einem Horrorfilm. Shaun fragt Ed am Morgen der Zombie-Invasion, ob er ihm etwas aus dem Laden mitbringen solle, woraufhin Ed um ein Cornetto-Eis bittet.
In Hot Fuzz ist es das „blaue“ Cornetto (Classic), wie die Polizeiuniformen in einem Krimi. Hier bringt Nicholas seinem Partner Danny bei ödem Streifendienst das Eis aus dem Laden mit, der Dialog ist in etwa derselbe wie in Shaun of the Dead.
In The World’s End erscheint das „grüne“ Mint-choc-chip-Cornetto als begleitendes Motiv, das an Aliens und Science-Fiction erinnert. Kurz vor Ende des Films sinniert Andy über die Lebensmittel, die er trotz des Zusammenbruchs der Zivilisation nicht vermissen wird, und es flattert ein Fetzen der Eisverpackung an ihm vorbei.
Die Trilogie ist eine Anspielung auf die Drei-Farben-Trilogie des polnischen Regisseurs und Drehbuchautors Krzysztof Kieślowski aus den Jahren 1993 und 1994. Dieser legt die Trikolore und die damit verbundenen Grundprinzipien der Französischen Revolution – Freiheit, Gleichheit, Brüderlichkeit – jeweils als Leitmotiv für die Filme der Trilogie zu Grunde.

## Weitere wiederkehrende Motive
Neben dem cameoartigen Auftauchen des Eises gibt es weitere Motive, die in allen drei Filmen vorkommen. So nimmt Shaun in Shaun of the Dead eine Abkürzung zum Pub durch die Gärten und reißt dabei die Zäune ein. In Hot Fuzz nimmt Nicholas wiederum eine Abkürzung zum Ergreifen eines Ladendiebs, überspringt die Zäune dieses Mal jedoch geschickt. In The World’s End stolpert Gary etwas ungeschickt auf der Flucht über ähnliche Zäune auf eine große Wiese zu.
Ein wiederkehrendes Handlungsmotiv ist die zunächst unbemerkte Unterwanderung der Gesellschaft durch feindlich gesinnte Verschwörer. Wie Shaun in Shaun of the Dead noch Einkaufen geht, während seine Mitmenschen schon als Zombies umherwandern, bemerken die fünf Freunde in The World’s End lange Zeit nicht, dass ihre Mitmenschen in der ganzen Stadt durch Roboter ersetzt wurden. Nicholas kommt in Hot Fuzz der Bürgerwehr, die einen Großteil des Dorfes kontrolliert, nur langsam auf die Schliche.
In allen drei Filmen kann der Protagonist während der Bewältigung der Invasion seine Lebensziele neu finden. In zwei Filmen bleiben Mitglieder der Invasion als primitive Wesen zurück, ohne die Invasion fortführen zu können: Ed in Shaun of the Dead als Zombie sowie Oliver und Peter in The World’s End als Roboter. In Hot Fuzz sind diese Motive nicht so klar ausgeprägt: Nicholas startet nicht als Antiheld, findet aber durch den ländlichen Polizeidienst auch neue Lebensinhalte. Sein Partner Danny, erst noch Mitglied der Verschwörer, wendet sich am Ende auf die gute Seite.
Sowohl Shaun of the Dead als auch The World’s End spielen zum Großteil der Handlung in einem oder mehreren Pubs. Auch in Hot Fuzz ereignen sich einige Szenen in einem solchen. In allen Filmen ist in einem Pub ein Donkey-Kong-Automat zu sehen und die Titelmusik kurz zu hören.
Überdies gibt es in jedem dieser Filme Zwillinge, die von den Protagonisten als komisch oder gruselig betrachtet werden.

## Wiederkehrende Schauspieler
Neben den Hauptdarstellern Pegg und Frost wirkten einige andere Schauspieler in allen oder zumindest in einem weiteren Film mit:
| Darsteller         | Shaun of the Dead | Hot Fuzz                  | The World’s End                  |
| ------------------ | ----------------- | ------------------------- | -------------------------------- |
| Simon Pegg         | Shaun             | Sgt. Nicholas Angel       | Gary King                        |
| Nick Frost         | Ed                | PC Danny Butterman        | Andy Knightley                   |
| Julia Deakin       | Yvonnes Mutter    | Mary Porter               | Pensionsbesitzerin               |
| Reece Shearsmith   | Mark              |                           | Namenloser Kollaborateur         |
| Peter Serafinowicz | Pete              |                           | Bauherr zu Beginn des Films      |
| Martin Freeman     | Declan            | Sergeant in London        | Oliver Chamberlain               |
| Bill Nighy         | Phillip           | Chief Inspector in London | Das Netzwerk (Sprechrolle)       |
| Rafe Spall         | Noel              | DC Andy Cartwright        | Hauskäufer zu Beginn des Films   |
| Patricia Franklin  | Weiblicher Zombie | Annette Roper             | Frau im Beehive                  |
| David Bradley      |                   | Arthur Webley             | Basil                            |
| Paddy Considine    |                   | DS Andy Wainwright        | Steven Prince                    |
| Alice Lowe         |                   | Tina                      | Hauskäuferin zu Beginn des Films |